# أوريزون
أوريزون (بالفرنسية: Horizons)‏ وتعني آفاق هي يومية جزائرية تصدر باللغة الفرنسية.

## وصلات خارجية
- الموقع الرسمي لجريدة أوريزون